# (33492) Christirogers
1999 GT17 (asteroide 33492) é um asteroide da cintura principal. Possui uma excentricidade de 0.08043170 e uma inclinação de 6.88205º.
Este asteroide foi descoberto no dia 15 de abril de 1999 por LINEAR em Socorro.